# بیانس

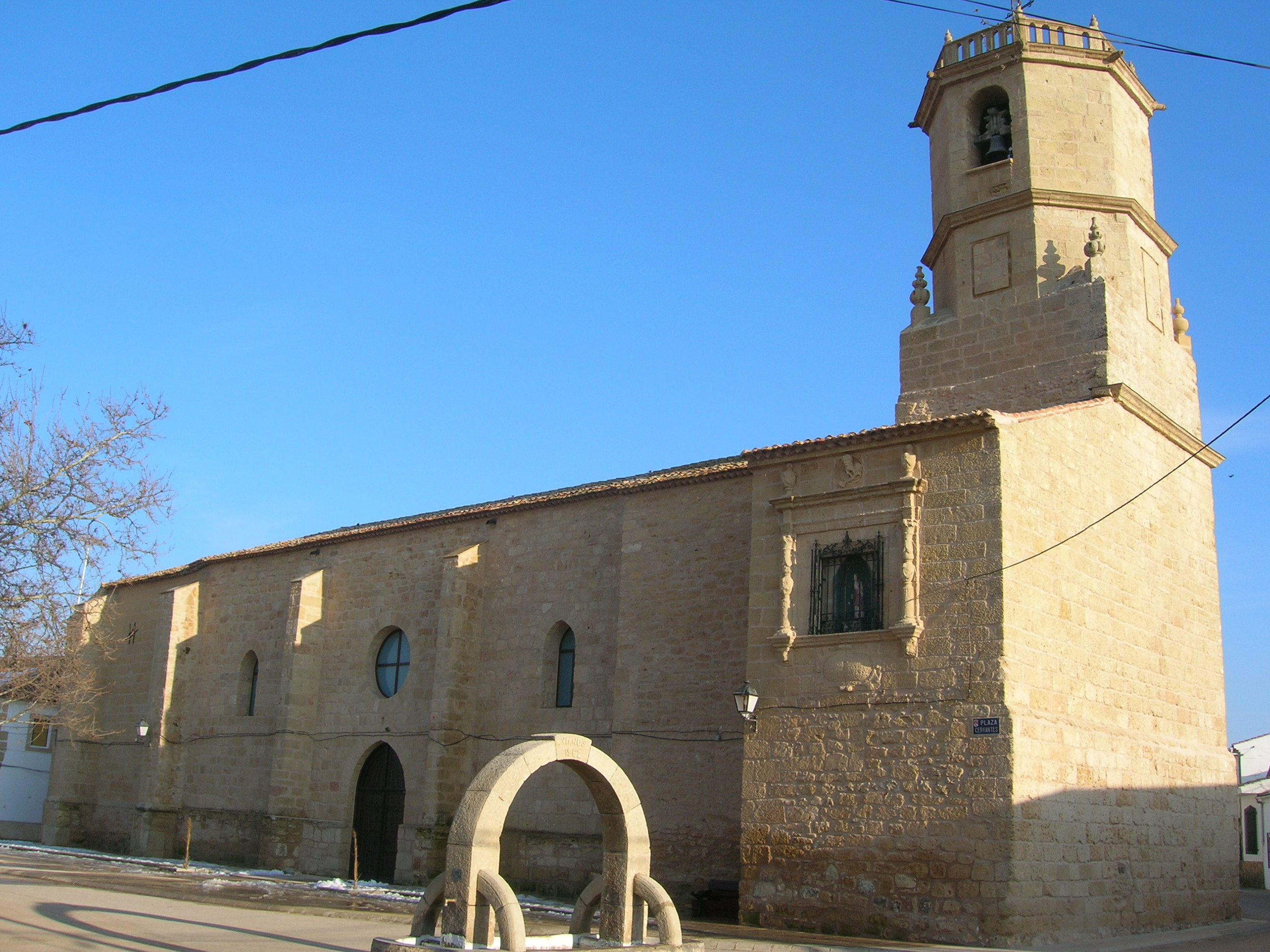
نمایی از کلیسای دهستان بیانس در آلباستهٔ اسپانیا - ۲۰۰۶

بیانس دهستانی در استان آلباستهٔ اسپانیا است.
در این دهستان ۴۴۲ نفر زندگی می‌کنند. مساحت این دهستان ۱۲۷٫۷۹ کیلومتر مربع است.